# 이승윤 (정치인)
이승윤(李承潤, 1931년 11월 7일~2020년 3월 13일)은 대한민국의 정치인이다. 제24대 국가부총리이다. 제24대 재무부장관, 제9·10·13·14대 국회의원을 지냈다. 본관(本貫)은 전주(全州), 호(號)는 운초(耘草)이다.

## 학력
- 1954년: 서울대학교 영문학 학사
- 1957년: 미주리 대학교 대학원 경제학 석사
- 1960년: 위스콘신 대학교 대학원 경제학 박사

## 경력
- 1961년~1964년: 서울대학교 상과대학 부교수
- 1964년: 서강대학교 경제학과 부교수, 교수
- 1976년~1979년: 제9대 국회의원
- 1979년~1980년: 제10대 국회의원
- 1980년~1982년: 제27대 재무부 장관
- 1983년: 해외건설협회 회장
- 1988년~1992년: 제13대 국회의원
- 민주정의당 정책위원회 의장
- 1990년: 제24대 국가부총리
- 1992년~1996년: 제14대 국회의원
- 민주자유당 정책위원회 의장
- 금호그룹 고문

## 가족 관계
- 배우자: 정온모
  - 장남: 이준수
  - 장녀: 이진수
    - 첫째 사위: 김시현

  - 차녀: 이연수
    - 둘째 사위: 전경훈

## 역대 선거 결과
|  | 0% |

|  | 0% |

|  | 31.99% |

|  | 34.18% |

## 같이 보기
- 북구 을 (인천)
- 인천 북구의 국회의원
- 대한민국의 경제부총리
- 대한민국의 기획재정부 장관